# フォイツベルク

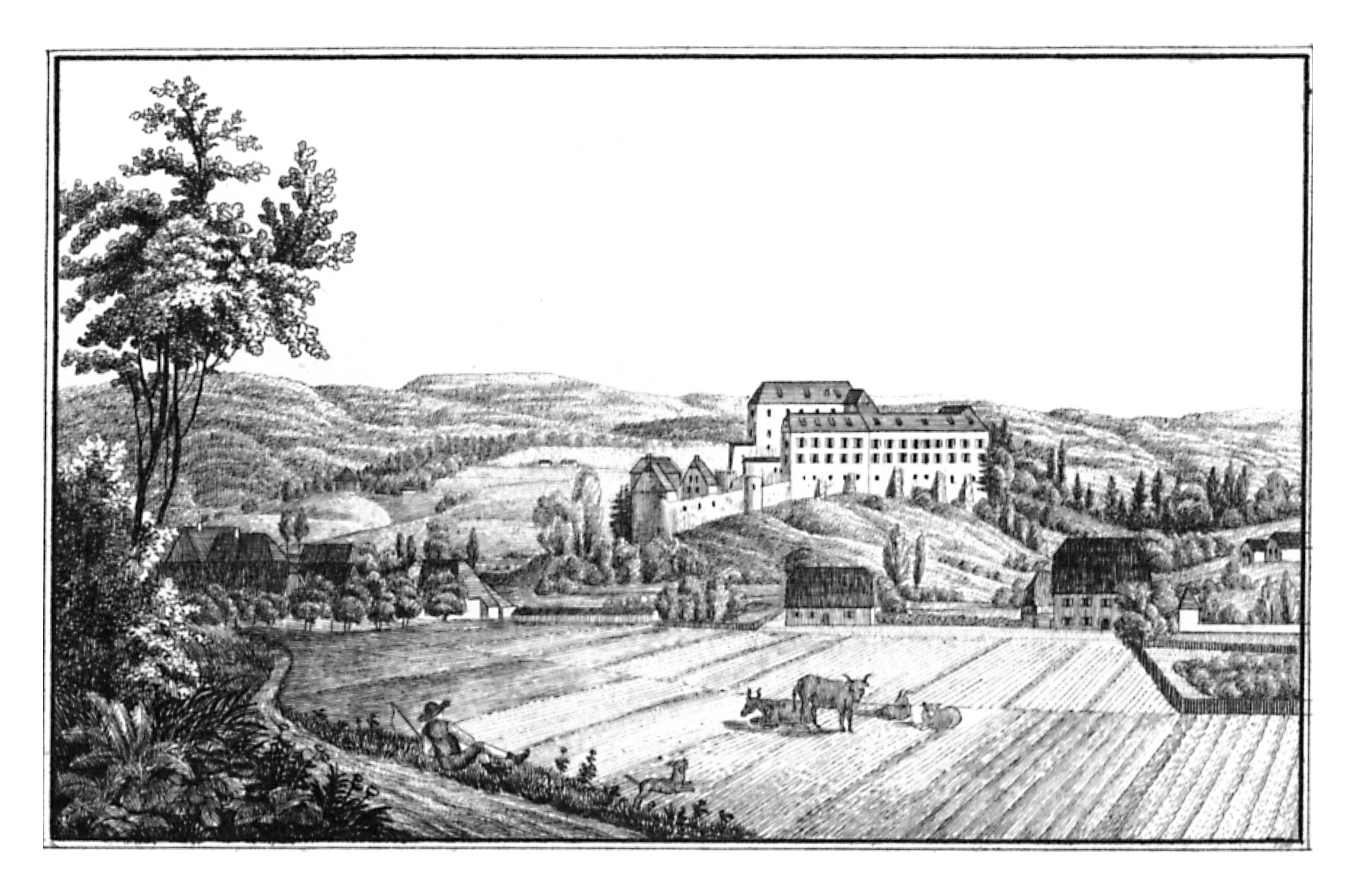
1830年のグライセネック城

フォイツベルク（ドイツ語: Voitsberg、ドイツ語発音: [ˈfɔɪ̯t͡sbɛʁk] ( 音声ファイル)）は、オーストリアのシュタイアーマルク州フォイツベルク郡にある都市。2009年時点で、人口は9700人ほどである。トレギストバッハ川沿いの聖マルガレータ教会から発展した街で、1220年の記録にキウィタスとして言及されている。名所として、グライセネック宮殿やオーバーフォイツベルク城、フォイツベルク市役所（建築家アリク・ブラウアーの設計）が挙げられる。

## 交通
シュタイアーマルク州の州都グラーツやケフラッハに鉄道が通じている。

## 姉妹都市
- サン・マルティーノ・ブオン・アルベルゴ（イタリア）